# Heinrich Adolf von Eck
Heinrich Adolf von Eck (* 13. Januar 1837 in Gleiwitz (Oberschlesien); † 11. März 1925 in Stuttgart)  war ein deutscher Geologe und Paläontologe. Sein Schwerpunkt lag auf der Bearbeitung der  Triasablagerungen des mitteleuropäischen Beckens.

## Familie
Heinrich Adolf von Eck war der Sohn des Hütteninspektors Ludwig Eck und dessen Ehefrau Lina, geb. Bönisch.
Die im Jahr 1871 in Sondershausen geschlossene Ehe mit seiner Frau Friederike Marie (1841–1917), geb. Cannabich, Tochter des Oberregierungsrates Christian Friedrich August Eduard Cannabich, Sondershausen, blieb kinderlos.

## Leben
Heinrich Adolf Eck studierte nach einem dreijährigen Praktikum im Bergbau in Tarnowitz und Königshütte von 1858 bis 1861 bei Ferdinand von Roemer an der Universität Breslau und wurde anschließend Mitarbeiter der Preußischen Geologischen Landesanstalt. Er erhielt eine Anstellung an der Geologischen Landesanstalt in Berlin und war bei der preußischen geologischen Landesaufnahme in Thüringen und Schlesien beschäftigt. Nach der Promotion 1865 (Über die Formationen des bunten Sandsteins und des Muschelkalks in Oberschlesien) folgte 1866 die Habilitation an der Bergakademie Berlin.
Ostern 1871 trat er die 1870 erfolgte Berufung als Professor für Mineralogie und Geologie am Polytechnikum in Stuttgart an, von 1882 bis 1885 amtierte Heinrich Adolf Eck (ab 1884: Heinrich Adolf von Eck) dabei zugleich als dessen Direktor. Im Jahr 1900 sah er sich wegen seiner fortschreitenden Erblindung gezwungen, seinen Lehrstuhl vorzeitig zur Verfügung zu stellen. Seine umfangreiche Literaturarbeit zur Erarbeitung einer vollständigen Bibliographie der bis dahin erschienenen geologischen Literatur Südwestdeutschlands, welche er auch noch in zwei Bänden (1890/1893) veröffentlichen konnte, wird heute als Ursache für seine Erblindung angesehen.
Heinrich Adolf Ecks wissenschaftliche Untersuchungen galten vor allem der Stratigraphie sowie der Fauna der Trias des mitteleuropäischen Beckens. Er ist Erstbeschreiber des Seesterns Trichasteropsis ECK, 1879 und der zu Ehren von Wolfgang Moritz Vogelgesang benannten Koralle Substuoresia vogelsangi (ECK 1879). 
Er war Mitbegründer der Württembergischen Erdbebenkommission.

## Ehrungen und Auszeichnungen
Der Brachiopode Dielasma ecki (Frantzen, 1882) wurde ihm zu Ehren benannt.
Nach Heinrich Adolf von Eck ist heute das sog. Eck’sche Konglomerat benannt, an dessen Basis im Schwarzwald die Untergrenze des Buntsandsteins gelegt wird.
- 1884: Verleihung des persönlichen Adelstitels (württembergischer Personaladel)
- 12. August 1884: Aufnahme unter der Präsidentschaft des Physikers Hermann Knoblauch unter der Matrikel-Nr. 2462 in die Kaiserliche Leopoldino-Carolinische Deutsche Akademie der Naturforscher[1]
- 1910: Ehrenmitglied im Oberrheinischen Geologischen Verein (OGV), Mitglied seit 1874
- 1917: Ehrenmitglied des Vereins für vaterländische Naturkunde in Württemberg,[2] Mitglied seit 1871
- 1921: Ehrenmitglied der Deutschen geologischen Gesellschaft

## Schriften

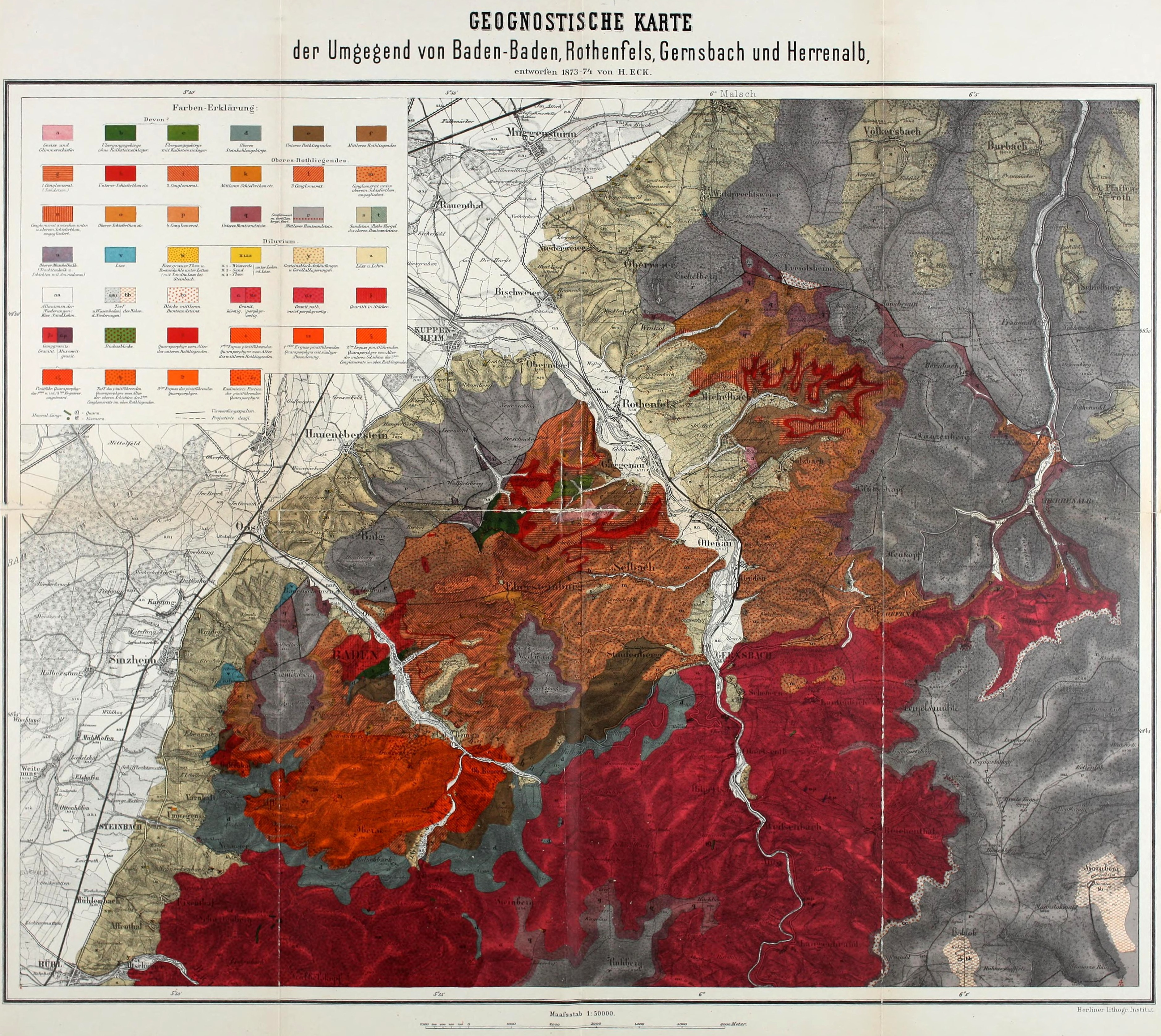
Geognostische Karte der Umgegend von Baden-Baden, Rothenfels, Gernsbach und Herrenalb, entworfen 1873–74

- Ueber den opatowitzer Kalkstein des oberschlesischen Muschelkalks. In: Zeitschrift der Deutschen geologischen Gesellschaft Band XIV, Berlin 1862, S. 288–311.
- Über die Formationen des bunten Sandsteins und des Muschelkalks in Oberschlesien.  148 S., 2 Taf., H. Friedländer & Sohn, Berlin 1865 (Digitalisat)
- Ueber das Vorkommen von Bergteer im ehemaligen Königreich Hannover und im Herzogthum Braunschweig. In: Zeitschrift für das Berg-, Hütten- und Salinenwesen im Deutschen Reich, Bd. 14, 1866, S. 346–364.
- Rüdersdorf und Umgegend. Eine geognostische Monographie. Abhandlungen zur geologischen Specialkarte von Preussen und den Thüringischen Staaten, Band I, Heft 1, 183 S., 1 Taf.,  Verlag der Neumann’schen Kartenhandlung, Berlin 1872 (Digitalisat)
- Bemerkungen zu den Mittheilungen des Herrn H. POHLIG über “Aspidura, ein mesozoisches Ophiurengenus” und über die Lagerstätte der Ophiuren im Muschelkalk. In: Zeitschrift der Deutschen geologischen Gesellschaft Band XXXI, Berlin 1879, S. 35–53
- Ueber einige Triasversteinerungen. (Korallen, Encrinen, Asterien. Ammoniten und “Stylorhynchus”). In: Zeitschrift der Deutschen geologischen Gesellschaft Band XXXI, Berlin 1879, S. 254–282, Tafel IV
- Beitrag zur Kenntnis des süddeutschen Muschelkalks. I. Neue Muschelkalkkorallen. II. Ceratites antecedens BEYR. und Terebratula angusta var. Ostheimensis PRÖSCH. aus schwäbischem Muschelkalk und ihr Lager. In: Zeitschrift der Deutschen geologischen Gesellschaft Band XXXII, Berlin 1880, S. 32–55, I. S. 32–35, II S. 36–54, Tafel IV
- Zur Gliederung des Buntsandsteins im Odenwalde. In: Zeitschrift der Deutschen geologischen Gesellschaft Band XXXVI, Berlin 1884, S. 161–168
- Trichasteropsis cilicia QUENST. sp aus norddeutschem Muschelkalk. In: Zeitschrift der Deutschen geologischen Gesellschaft Band XXXVII, Berlin 1885, S. 817–825, Tafel XXXIV
- Das Lager des Ceratites antecedens BEYR. im schwäbischen Muschelkalk. In: Zeitschrift der Deutschen geologischen Gesellschaft Band XXXVII, Berlin 1885, S. 466–469
- Bemerkungen über einige Encrinus-Arten. In: Zeitschrift der Deutschen geologischen Gesellschaft Band XXXIX, Berlin 1887, S. 540–558
- Geognostische Übersichtskarte des Schwarzwaldes 1: 200.000, 1886/87
- Verzeichnis der mineralogischen, geognostischen urgeschichtlichen und balneographischen Literatur von Baden, Württemberg, Hohenzollern und einigen angrenzenden Gegenden. Carl Winter’s Universitätsbuchhandlung, Heidelberg 1890
- Geognostische Beschreibung der Gegend von Baden-Baden, Rothenfels, Gernsbach und Herrenalb. Abhandlungen der Königlich Preussischen Geologischen Landesanstalt, Neue Folge, Heft 6, 686 S., 1 geognostische Karte, Berlin 1892 (Digitalisat)
- Verzeichnis der mineralogischen, geognostischen urgeschichtlichen und balneographischen Literatur von Baden, Württemberg, Hohenzollern und einigen angrenzenden Gegenden. Nachträge und 1ste Fortsetzung. Carl Winter’s Universitätsbuchhandlung, Heidelberg 1893